# Хуан Перон
Хуа́н Доми́нго Перо́н (на испански: Juan Domingo Perón) е аржентински военен и политически деец, два пъти президент на страната, 29-и и 40-и президент на Аржентина.
На 19 септември 1955 г. аржентинският президент Хуан Перон е свален от власт с военен преврат. Популистката му политика ражда нов термин в сферата на политическата демагогия – перонизъм, а наследниците му в левия спектър често го използват, за да обясняват позициите си в социалната сфера.
Той е роден през 1895 г. в малко градче в провинция Буенос Айрес. Постъпва във военно училище на 16-годишна възраст и постепенно се издига в кариерата. През 1930-те години е изпратен като военен наблюдател в Италия, а през 1943 г. играе важна роля във военния преврат срещу цивилното управление на Рамон Кастийо. През следващите години заема различни министерски постове в рамките на установения военен режим, но през 1945 г. изпада в немилост и дори за кратко е арестуван. През 1946 г. печели президентските избори и започва да провежда социална политика в полза на бедните слоеве на обществото.
Макар и да нарича действията си „Третият път“ между капитализма и комунизма, Перон е антиамерикански и антибритански настроен. За ореола на Перон принос има и втората му съпруга, Ева Дуарте, по-известна като Евита, за която той се жени през 1945 г.
Перон е преизбран през 1951 г., но постепенно страната навлиза в период на икономическа криза, а конфликтът с католическата църква и всепроникващата корупция предизвикват поредния преврат, който сваля Перон от власт. През следващите години той живее в изгнание последователно в Парагвай, Панама и Испания. Връща се в Аржентина в залеза на живота си – през октомври 1973 г., и отново опитва да спечели президентските избори, а по-малко от година по-късно – през юли 1974 г. умира.
Третата му съпруга Исабел Мартинес де Перон, която го наследява, е първата жена в световната история станала президент на държава.

## Ранни години
Хуан Доминго Перон е роден на 8 октомври 1895 г. в Лобос, провинция Буенос Айрес. Той е син на Хуана Соса Толеда и Марио Томас Перон. Бащината му фамилия е с испанско потекло, но се заселва в Сардиния, откъде емигрира прадядо му през 1830-те години. По-късно в живота си Перон публично изразява гордостта си от сардинските си корени. Освен това той има и британски и френско-баски корени.
Прадядото на Перон става успешен търговец на обувки в Буенос Айрес, а дядо му е проспериращ лекар. Смъртта му през 1889 г., обаче, остава семейството почти без пари, което карата бащата на Перон да се премести в селския град Лобос, където се занимава с администрация на земеделска земя и среща бъдещата си съпруга. Двойката се сдобива с двете си деца, преди да сключат брак през 1901 г.
Баща му се премества в Патагония същата година, където закупува ранчо за овцевъдство, а Хуан е изпратен през 1904 г. в пансион в Буенос Айрес, където е отгледан по католически модел. Начинанието на баща му в крайна сметка се проваля и той умира в Буенос Айрес през 1928 г. Хуан е приет в Националния военен колеж през 1911 г. и го завършва през 1913 г. Той се справя по-добре в атлетическите дисциплини (най-вече бокс и фехтовка), отколкото в учението.

## Военна кариера
Перон започва военната си кариера на пехотен пост в град Парана. Впоследствие той поема командването на поста и в това си качество посредничи по време на дълъг трудов конфликт през 1920 г. в една от водещите дървообработващи компании в Аржентина по това време. След това придобива квалификация за преподавател от Висшето военно училище, а през 1929 г. е назначен на служба в генералния щаб на армията. Перон се жени за първата си жена, Аурелиа Тисон на 5 януари 1929 г.
Перон е вербуван от поддръжници на директора на Военната академия, генерал Хосе Феликс Урибуру, да сътрудничи на плановете му за военен преврат срещу президента Иполито Иригойен. Перон, който вместо това подкрепя генерал Аугустин Педро Хусто, е заточен в отдалечен пост в северозападната част на страната, след като превратът срещу Урибуру успява през септември 1930 г. На следващата година е повишен на майор и назначен за преподавател във Висшето военно училище. Там той преподава военна история и публикува поредица от трактати по темата. Служи като военно аташе в посолството на Аржентина в Чили в периода 1936 – 1938 г., след което се връща на преподавателската си позиция. Жена му е диагностицирана с рак на уретрата и умира на 10 септември 1938 г. Двамата нямат деца.
През 1939 г. Перон е назначен от Военното министерство да изучава планински бойни действия в Италианските Алпи. Той посещава Торинския университет за един семестър и служи като военен наблюдател в страни из Европа. Изучава италианския фашизъм, германския нацизъм и други европейски правителства по това време, като обобщава в свой труд, че социалната демокрация не може да е практична алтернатива на либералната демокрация (която счита за завоалирана плутокрация) или тоталитарните режими (които счита за репресивни). Завръща се в Аржентина през 1941 г. и служи като инструктор по си на армията в провинция Мендоса.

## Военно правителство (1943 – 1946)
През 1943 г. е извършен държавен преврат от генерал Артуро Росон срещу консервативния президент Рамон Кастийо, който е бил избран чрез измама. Въоръжените сили се противопоставят и на избрания за негов наследник губернатор Робустиано Патрон Костас, който е главният земевладелец в провинция Салта и главен акционер в захарната ѝ промишленост.
В качеството си на полковник, Перон играе значителна роля във военния преврат срещу консервативното цивилно правителство на Кастийо. След като първо служи като военен секретар на генерал Еделмиро Фарел, той по-късно става ръководител на тогава незначителния Департамент по труда. Там той става свидетел на приемането на широк набор от прогресивни социални реформи, проектирани да подобрят работните условия, които водят до съюзяването му със социалистическите и синдикалистическите движения в страната, което допълнително увеличава властта и влиянието му във военното правителство.
След преврата, социалисти от Генералната конфедерация на труда установяват връзка с Перон и полковник Доминго Мерканте. Те създават съюз за поощряване на трудовите закони, които отдавна се изискват от работническото движение, целящи заздравяване на профсъюзите и трансформиране на Департамента по труда в по-значителна правителствена служба. Департаментът на Перон е повишен на секретариат през ноември 1943 г.
След опустошителното земетресение в западната част на страната от януари 1944 г., в което загиват над 10 000 души, а град Сан Хуан е сринат, Перон добива национална известност със своите усилия по овладяване на последиците от бедствието. Водачът на хунтата Педро Пабло Рамирес поверява усилията за набиране на помощни средства на Перон. Успехът на кампанията и помощта на жертвите на земетресението печелят на Перон широко обществено одобрение. По това време той се запознава с малката звезда от радиото Ева Дуарте.
След като президентът Рамирес прекратява дипломатическите отношения със силите на Оста през януари 1944 г. (на които през март 1945 г. хунтата обявява война), хунтата го сваля от власт и го заменя с генерал Еделмиро Фарел. За приноса си към успеха му, Перон е назначен за вицепрезидент и министър на войната, докато си запазва ръководната позиция в секретариата по труда. Той въвежда първата национална система за обществено осигуряване в Аржентина, урежда промишлени спорове в полза на профсъюзите (стига лидерите им да го подкрепят политически) и въвежда широк набор от социални помощи за работници в профсъюзите.
Работодателите са принудени да подобряват работните си условия и да плащат компенсации в случай на неправомерно прекратяване на договора или трудова злополука. От друга страна, условията, при които работниците могат да бъдат освободени от служба, са ограничени, основана е система от трудови съдилища, които да се занимават с недоволствата на работниците, работният ден е намален в редица индустрии, а платените отпуски са направени еднакви за всички. Освен това Перон прокарва закон, определящ минималната работна заплата, максималните работни часове и полагаемата отпуска за селските работници и спомага на работниците в дърводобивната, винарската и захарната промишлености да се организират.
На 18 септември 1945 г. той изнася реч, наречена „от работа вкъщи и от вкъщи на работа“. Речта, въведена с критики към консервативната опозиция, предизвиква овациите на народа. Този ход, обаче, увеличава политическата съпротива срещу Перон и на 9 октомври 1945 г. той е принуден да подаде оставка. Четири дни по-късно той е арестуван, но е освободен след масови демонстрации от поддръжниците му. Любовницата му, Ева Дуарте, става много популярна, след като помага за организирането на демонстрациите. Подвизавайки се с прозвището Евита, то помага на Перон да спечели подкрепата сред женските групировки. Тя и Перон сключват брат на 22 октомври същата година.

## Първи мандат (1946 – 1952)

### Вътрешна политика
Перон и Ортенсио Кихано получава народната подкрепа и печелят президентските избори през февруари 1946 г., на които са изправени срещу Радикалния граждански съюз. Кандидатурата на Перон от името на Работническата партия, обявена на 17 октомври 1945 г., среща необичайно разнообразна опозиция. Радикалният граждански съюз, Социалистическата партия, Комунистическата партия и по-голямата част от консервативната Национална автономистка партия (на власт през по-голямата част от периода 1874 – 1916 г.) вече са се обединили през юни чрез финансовите и търговските си интереси с единствената цел да държат Перон настрана от Каса Росада (президентската резиденция на Аржентина). Организирайки голям митинг в Конгреса на Аржентина на 8 декември, Демократичният съюз номинира Хора Тамборини и Енрике Моса, които са видни конгресмени. Те, обаче, не успяват да спечелят подкрепата на няколко видни законодатели, като например Рикардо Балин и Артуро Фрондиси, както и бившия началник на провинция Кордоба Амадео Сабатини, всичките от които не одобряват връзката на Демократичния съюз с консервативните интереси. В опит да подкрепи кампанията им, американският посланик в Аржентина Спрюъл Брейдън публикува бяла книга, в която обвинява Перон и Фарел във фашизъм. Ходът му, обаче, има обратен ефект, когато Перон обобщава президентската кампания като избор между „Перон и Брейдън“. Освен това Перон отговаря като публикува своя „синя и бяла книга“ (игра на думи със знамето на Аржентина), в която се фокусира върху антагонизма на американския империализъм. Той убеждава президента да подпише национализацията на Централната банка и удължаването на задължителните коледни бонуси – действия, които допринасят за решителната му победа.
Когато Перон встъпва в длъжност като президент на 4 юни 1946 г., той обявява, че двете му основни цели са социална справедливост и икономическа независимост. Тези две цели избягват въвличането на страната в Студената война, макар Перон да няма конкретни методи за постигането им. Той инструктира икономическите си съветници да разработят петилетен план, като работниците трябва да получават повече пари и да се постигне пълна заетост, стимулирайки промишления растеж с над 40%, докато секторът се разнообразява (по това време доминиран от хранително-вкусовата промишленост) и се подобрява транспорта и комуникациите, енергетиката.
Планът на Перон има и политически съображения. Неговият колега полковник Доминго Мерканте е назначен за управител на най-важната провинция Буенос Айрес и става известен с жилищната си програма. Тъй като е спомогнала за издигането му на власт, Генералната конфедерация на труда получава голяма подкрепа от новата администрация, която назначава нейни служители за различни министри. Така Генералната конфедерация на труда окуражава организирането на стачки срещу работодателите. Тези стачки спомагат за прокарването на трудовите реформи, но завинаги настройват големите работодатели срещу перонистите. Членството на профсъюзите нараства от около 500 000 души до 2 милиона души към 1950 г.
През първата половина на 20 век съществува разширяваща се пропаст между класовете на аржентинското общество, а Перон се надява да я затвори чрез увеличаване на заплатите и заетостта, правейки страната по-плуралистична и по-малко зависима от външната търговия. Преди да стане президент през 1946 г., Перон взема драстични мерки, за които се надява, че ще доведат до икономически по-независима Аржентина, която е по-добре изолирана от глобални събития като Втората световна война. Той вярва, че отново ще избухне международна война. Намалената наличност на продукти за внос и благоприятното влияние на войната върху количеството и цената на арежнтинския износ създават 1,7 милиарда долара излишък през този период.
През първите две години от управлението си, Перон национализира Централната банка и изплаща огромния ѝ дълг към Банката на Англия, национализира железницата (до този момент собственост главно на британски и френски компании), търговския флот, университетите, публичния транспорт (по това време главно трамваи) и създава единен купувач на националното зърно в лицето на Института за насърчаване на търговията. Уви, когато цените на стоките спадат след 1948 г., институтът започва да вреди на производителите на зърно. Печалбите на института се използват за финансиране на социални проекти, докато вътрешното търсене е стимулирано от големите повишения на заплатите на работниците – те се повишават с около 35% за периода 1945 – 1949 г., като през същия период националният доход се покачва от 40% на 49%. Достъпът до медицински услуги е направен универсално право на работника на 24 февруари 1947 г. (впоследствие включен в конституцията на страната от 1949 г. под член 14), докато социалната осигуреност е разширена до всичките членове на аржентинската работническа класа.
В периода 1946 – 1951 г. броят на аржентинците, покрити от социални осигуровки, се утроява, така че през 1951 г. над 5 милиона души (70% от икономически активното население) са обезпечени. Здравните застраховки разширяват обсега си до нови индустрии, сред които банкерството и металургията. Повишаването на възнаграждението на работниците се поощрява от държавните политики, включително въвеждането на минимална работна заплата, контрол върху цените на храните и други стоки от първа необходимост и увеличавайки жилищните кредити за работниците.

### Външна политика
Перон определя външната си политика като „Третия път“ през 1949 г. Тази негова политика е разработена, за да се избегне влошаването на отношенията на страната с коя да е от двете световни сили в Студената война (САЩ и СССР). Той възстановява дипломатическите отношения със Съветския съюз, които са скъсани след Октомврийската революция през 1917 г., и започва да продава зърно на гладуващия по това време съветски лагер.
Политиката на САЩ ограничава растежа на Аржентина по време на управлението на Перон, поставяйки различни ембаргота на страната. По този начин САЩ се надяват да разубеди хода на страната да стане икономически независима. САЩ се страхуват, че ще изгубят ключовата си позиция, тъй като вече са направили големи инвестиции (над милиарда долара) в Аржентина в петролната и месната промишленост. Способността на Перон да се справя ефективно с „ябълките на раздора“ в чужбина се компенсира от собственото му недоверие към потенциални съперници, което го кара да поиска оставката на външния министър Хуан Атилио Брамулия през 1949 г.
Увеличаващото се влияние на американския дипломат Джордж Фрост Кенан, който е твърд аниткомунист и застъпник на политиката на удържане спрямо съветската експанзия, подхранва американските съмнения, че целите на Аржентина за икономическа независимост и неутралитет са просто дегизировката на Перон за съживяване на комунизма в Южна Америка. Конгресът на САЩ започва да таи неприязън към Перон и правителството му. През 1948 г. те изключват аржентинския износ от плана „Маршал“. Това допринася за аржентинската финансова криза след 1948 г., като според някои историци, този ход на американците забива последния пирон в ковчега на перонистките амбиции Аржентина да се трансформира в промишлена сила. Тази политика лишава страната от потенциалните земеделски пазари в Западна Европа.
Докато отношенията със САЩ се влошават, Перон се опитва да изглади недоразуменията, като е улеснен, когато президентът Хари Труман заменя враждебно настроения дипломат Брейдън с Джордж Месерсмит. Той договаря освобождаването на аржентинските активи в САЩ в замяна на преференциално отношение към американските стоки. Дори е съставен план за включването на аржентински войски в Корейската война през 1950 г. под покровителството на ООН, но това решение е изтеглено след масовата обществена опозиция. Перон не иска да прави заеми от чуждите пазари, предпочитайки да работи с вътрешните облигации. Поради тази причина, той отказва да присъедини страната към Общото споразумение за митата и търговията и Международния валутен фонд.
Вярвайки че международните спортове създават доброжелателност, Перон прави Аржентина домакин на Световното първенство по баскетбол през 1950 г. и на Панамериканските игри през 1951 г., и двете от които се доминират от аржентински атлети. Освен това той спонсорира много атлети, сред които и петкратния шампион на Формула 1 Хуан Мануел Фанджо, който иначе не би се състезавал в Европа без неговата финансова помощ. Предложението му Буенос Айрес да е домакин на Летните олимпийски игри през 1956 г. е отхвърлено от Международния олимпийски комитет.

### Растеж и ограничения
Икономическият успех на новата власт е краткотраен. До 1953 г. Аржентина черпи плодовете на петилетките на Перон, а БВП на страната се увеличава с над четвърт по време на краткия бум. Използвайки грубо половината от 1,7 млрд. долара в излишък за национализация, службите за икономическо развитие отделят останалата половина за финансиране на публични и частни инвестиции. Грубо 70-процентовият скок във вътрешните фиксирани инвестиции се дължи главно на промишления растеж на частния сектор. Тази дейност, обаче, разкрива същинската слабост на плана – той субсидира растежа, който в краткосрочно отношение води до вълна от внос на суровини и стоки, които местната промишленост не може да си набави. И докато края на Втората световна война повлиява благоприятно на аржентинския износ, промените на Перон водят до изключително високи нива на внос и на практика нулират бюджетния излишък към 1948 г.
Желанието на Перон за икономическа независимост допълнително се усложнява от редица външни фактори. Великобритания дължи на Аржентина над 150 млн. паунда (почти 650 млн. долара) от селскостопански внос от страната през военните години. Този дълг е главно под формата на резерви в Централната банка на Аржентина, които се депозират в Банката на Англия. Парите са безполезни за аржентинското правителство, тъй като Банката на Англия може държи парите, а британските икономисти нямат намерението да ги освободят, тъй като Великобритания е сериозно задлъжняла вследствие на военната програма „Заем-наем“.
Нуждата на страната от американски капиталови вложения нараства, макар текущите ограничения на Централната банка да възпрепятстват достъпа до тях. Перон приема прехвърлянето на над 24 000 km железопътни линии, притежавани от Великобритания (повече от половината железопътни линии в Аржентина), в замяна на британския дълг през март 1948 г. Поради политическите разногласия между Аржентина и САЩ, аржентинските приходи от търговия с чуждестранна валута чрез износа си към САЩ спадат, превръщайки излишък от 100 млн. долара в дефицит от 300 млн. долара. Поради тази причина, президентът на Централната банка Мигел Миранда издава временна забрана за депозиране на долари в американски банки. Национализацията на пристанището на Буенос Айрес и частните товарни кораби, както и закупуването на нови, почти утроява националния търговски флот, като по този начин се облекчава нуждата от 100 млн. долара за транспортни такси (по това време най-големият невидим източник на аржентинския дефицит).
Износът спада рязко, до около 1,1 млрд. долара в периода 1949 – 1954 г., отчасти поради влошаването на условията за търговия. Централната банка е принудена да девалвира аржентинското песо с безпрецедентна скорост – песото губи около 70% от стойността си от началото на 1948 г. до началото на 1950 г., което води до упадък на вноса, захранващ промишления растеж, и рецесия. Тъй като резервите на Централната банка са недостатъчни, Перон е принуден да заеме 125 млн. долара от американска банка, за да покрие дълговете на редица частни банки към американските институции, преди неплатежоспособността им да се е превърнала в отговорност на Централната банка. Строгите мерки и добрата реколта през 1950 г. спомагат за леко финансово възстановяване през 1951 г., но инфлацията вече достига 50% към края на годината, което скоро предизвиква още по-рязка рецесия. Покупателната способност на работниците спада с 20% до 1952 г. Все пак, от следващата година заплатите отново започват да растат.
Зачестяващите стачки все по-често са насочени срещу Перон, докато икономиката се плъзва към стагфлация към края на 1954 г., са овладени чрез изгонване на организаторите им от профсъюзите. За да консолидира властта си в навечерието на икономическата криза, Перон призовава за обширна конституционна реформа през септември. Избраната конвенция (чиито членове от опозицията напускат) одобрява цялостната замяна на конституцията на Аржентина от 1853 г. с нова магна карта през март, която изрично гарантира социални реформи, но и позволява масовата национализация на природни ресурси и публични услуги, както е преизбирането на президента.

### Фокус върху инфраструктурата
Перон прави рекордни инвестиции в инфраструктурата на страната, инвестирайки над 100 млн. долара за модернизиране на железопътните линии (първоначално построени с многобройни разлики в ширината), а също така национализира множеството малки регионални авиолинии, сливайки ги в Aerolíneas Argentinas през 1950 г. Покрай новия авиопревозвач е построено и ново международно летище (Есейса). Перон постига и смесен успех при разширяването на неадекватната електропреносна мрежа на страната, която нараства само с четвърт по време на управлението му. Водноелектрическият потенциал на страна, обаче, скача от 45 до 250 MW през първия му мандат. Той поощрява и добива на изкопаеми горива. През 1949 г. е завършен 1700-километровият газопровод между Комодоро Ривадавия и Буенос Айрес, който позволява производството на природен газ да скочи от 300 000 m3 до 15 млн. m3 дневно, което прави държавата самодостатъчна в енергийно отношение. За времето си, това е най-дългият тръбопровод в света. Производството на нефт също нараства от 3,3 млн. m3 до над 4,8 млн. m3 по време на управлението на Перон.
Правителството на Перон е запомнено с рекордните си социални инвестиции. Той въвежда Министерството на здравеопазването в кабинета, чийто пръв началник, неврологът Рамон Карийо, ръководи завършването на над 4200 здравни заведения. Освен това режимът построява над 1000 детски градини и над 8000 училища. Построени са 650 000 нови жилища със скорост, равняваща се на тази на домостроителството в САЩ.
Перон модернизира и въоръжените сили на страната, особено военновъздушните сили. В периода 1947 – 1950 г. Аржентина разработва два собствени самолета: Pulqui I и Pulqui II.
През 1951 г. е започнат проект по създаването на термоядрен синтез в лабораторни условия (за първи път в света). Проектът е оглавяван от австриеца Роналд Рихтер, който е препоръчан от немския авиоинженер Курт Танк. Рихтер обявява, че е постигнал синтез, но когато Перон назначава научен екип да разследва дейността на Рихтер, се оказва, че проектът е бил измама.

## Репресии
Първите, които открито се противопоставят на управлението на Перон, са аржентинските интелигенция и средна класа. Университетските преподаватели и студенти се разглеждат като особено проблемни. Перон уволнява над 2000 университетски преподавателя от различни образователни институции. Сред тях са нобеловият лауреат и физиолог Бернардо Усай и известният писател Хорхе Луис Борхес, който по това време е началник на Националната библиотека на Аржентина и назначен за инспектор на домашни птици (работа, която той отказва). Много от видните интелектуалци на страната емигрират в Мексико, САЩ или Европа.
Работническото движение, което е дало властта на Перон, също не е застраховано от железния юмрук. Мазето на една от болниците в столицата е превърнато в арест за политически противници, където изтезанията се прилагат рутинно.
Популярният държавен глава е нетолерантен както към левицата, така и към консервативната опозиция. Макар че използва насилие, той предпочита просто да лиши опозицията от достъпа им до медиите. Той назначава перонисти за началници на всички водещи вестници в страната. Тези, които не играят по неговите правила, са затваряни. Така в периода 1943 – 1946 г. са затворени 110 издания. Други започват да се самоцензурират. Актрисата Либертад Ламарке, която има лична вражда с Ева Перон, също е принудена да емигрира.

## Фашистко влияние
През 1938 г. Перон е изпратен на дипломатическа мисия в Европа. По това време у него силно впечатление прави италианския фашистки модел. Всъщност, възхищението му към Бенито Мусолини е добре документирано. По подобен начин, той се вдъхновява от модела на управление на Йоанис Метаксас в Гърция и на Адолф Хитлер в Германия.
Като президент, Перон и администрацията му често прибягват до организирано насилие и диктаторско управление. Той често презира опонентите си и редовно ги характеризира като предатели или агенти на чуждестранни сили, а също така потиска свободата на словото и заглушава всички гласовити дисиденти чрез национализация на медии, централизация на профсъюзи и монополизиране на вестникарската преса. Понякога, той дори арестува незаконно политически опоненти и журналисти, сред които е и водача на Радикалния граждански съюз Рикардо Балбин.
Много от съвременните автори определят Перон като фашистки държавен глава или перонизма като аржентинска имплементация на италианския фашизъм. Все пак, много от историците, които са го изследвали в дълбочина, не го считат за фашист, а по-скоро за прагматик, който се възползва от всички съвременни идеологии по това време – от фашизма, през Новия курс на Рузвелт до социализма.
След края на Втората световна война в Европа, Аржентина се превръща в убежище за много нацистки военни престъпници, които получават защитата на Перон. Разследване върху 22 000 документа, проведено от аржентински евреи през 1997 г., разкрива мрежа за укриване на нацисти, която е била управлявана от Родолфо Фреуде, който е близък с брата на Ева Перон. Сред по-известните нацисти, които се озовават в Аржентина след войната са: Ерих Прибке, Йозеф Менгеле, Адолф Айхман, Франц Щангл и Клаус Барби. Известният нацистки командос Ото Скорцени е назначен за бодигард на Ева Перон.
Много членове на печално известните хърватски Усташи (включително и лидера им Анте Павелич) също намират убежище в Аржентина. Към тях се присъединява и бившият сръбски министър-председател от времето на Кралство Югославия Милан Стоядинович. Хърватският свещеник Крунослав Драганович от Усташи е упълномощен от Перон да помага на нацистите да мигрират в Аржентина чрез тайни канали, за да избегнат съдебно преследване в Европа. Анте Павелич става съветник по сигурността на Перон, преди да замине за Франкистка Испания през 1957 г.
Също като САЩ (Операция „Кламер“), Аржентина приветства германски учени, сред които се откроява видният авиоинженер Курт Танк. По този начин Хуан Перон се надява да се сдобие с напредналите германски технологии, разработени по време на войната.
И докато Перон допуска много нацистки военни престъпници в страната си след войната, той приема повече еврейски имигранти, отколкото коя да е друга държава в Южна Америка. В днешно време, еврейската общност в Аржентина наброява повече от 200 000 души – най-голямата в Латинска Америка и шестата най-голяма в света.

## Втори мандат (1952 – 1955)
Изправен само срещу символичната опозиция на Радикалния граждански съюз и Социалистическата партия, Перон е преизбран за президент през 1951 г. с голяма преднина. Това са първите избори в страната, на които могат да гласуват жени и които са излъчвани по телевизията. Перон встъпва в длъжност през юни 1952 г.
Перон кани работодателите и профсъюзите на Конгреса за производителност, където да овладеят социалния си конфликт чрез диалог, но конференцията се проваля, без да е постигнато споразумение. Разделението сред перонистите се засилва, а недоверието на президента води до принудителната оставка на многобройни ценни съюзници, сред които и неговия дългогодишен колега Доминго Мерканте. Преминал отново в отбранителен режим, Перон забързва повишенията на генералите и рязко им повишава заплатите. Той забързва и строителните проекти, предназначени за управителните органи на Генералната конфедерация на труда.
Опозицията срещу Перон става по-дръзка, след като първата дама Ева Перон умира от рак на 26 юли 1952 г. На 15 април 1953 г. неидентифицирана терористична групировка детонира две бомби на публичен митинг на Пласа де майо, убивайки 7 и ранявайки 95. Насред хаоса Перон призовава тълпата да предприеме съответни мерки. Тя се насочва към щаб-квартирата на Социалистическата партия и аристократичния Жокейски клуб и ги изгарят до основи.
Между Перон и опозицията е достигнато патово положение и въпреки строгите мерки от края на 1952 г. за облекчаване на търговския дефицит на страната, президентът остава като цяло популярен. През март 1954 г. Перон провежда избори за вицепрезидент, на които неговият кандидат печели с огромна разлика. Считайки мандатът си за стабилен и на фона на спадналата инфлация, Перон предприема политика на създаване на стимули, които да привличат чуждестранните инвестиции.
Привлечени от икономиката с най-високия жизнен стандарт в Южна Америка и новия металургичен комбинат в Сан Николас де лос Аройос, автомобилните производители Fiat и Kaiser Motors откриват свои заводи в Кордоба, следвани от отдела за товарни камиони на Daimler-Benz. Перон подписва и важен договор за проучване със Standard Oil of California през май 1955 г. Артуро Фрондиси от Радикалния граждански съюз публично осъжда това решение като антипатриотично, макар самият той като президент три години по-късно да подписва такива договори с чуждестранни петролни компании.
Към края на 1954 г. Перон разкрива реформи, които се оказват много противоречиви за консервативното аржентинско общество – легализирането на разводите и проституцията. Влиятелните фигури от аржентинската римокатолическа църква, чиято подкрепа към Перон постепенно угасва, вече са открито антагонистично настроени срещу човека, който определят като „тиранин“. Макар повечето от аржентинските медии след 1950 г. да се контролират или наблюдават от администрацията, сензационни новини относно връзката на Перон с малолетно момиче на име Нелида (Нели) Ривас, нещо, което Перон така и не отрича, запълват клюкарските рубрики. Запитан дали неговата нова любовница наистина е на 13-годишна възраст, 59-годишният Перон отговаря, че той „не е суеверен“.
Много скоро, обаче, хуморът на президента се изчерпва и след изгонването на двама католически свещеници, за които се счита, че стоят зад текущите му проблеми с имиджа, на 15 юни 1955 г. е обявено, че Перон следва да се счита за отлъчен от църквата. На следващия ден Перон събира тълпа за подкрепа на Пласа де майо. Докато изнася реч пред многобройната си публика, 30 военноморски изтребители прелитат над главата му и пускат бомби върху претъпкания с хора площад, преди да се укрият в съседен Уругвай.
Бомбардировката, бидейки част от опит за преврат срещу Перон, убива 364 души и е единственото въздушно нападение в историята, извършено на аржентинска почва, както и предвестник на насилието, което аржентинското общество ще понесе през 1970-те години. Тя отприщва вълна от репресии, извършвани от перонистите. 11 църкви в Буенос Айрес са претърсени. На 16 септември 1955 г. националистическа католическа групировка, водена от генерал Едуардо Лонарди, генерал Педро Еухенио Арамбуру и адмирал Исак Рохас започват бунт от Кордоба. Те завземат властта три дни по-късно в хода на т.нар. „Освободителна революция“. Перон едвам успява да избяга жив, но оставя Нели Ривас. Той напуска страната на борда на канонерката „Парагвай“ по река Парана, предоставена му от парагвайския държавен глава Алфредо Стреснер.

## Изгнание (1955 – 1973)
Новият военен режим стига далеч в унищожаването на репутацията както на президента, така и на първата дама. Те, също така, повдигат обвинения в корупция на някои от перонистите. Първият ръководител на хунтата, Едуардо Лонарди, съставя Граждански консултативен съвет, но предпочитанието му към постепенна деперонизация води до свалянето му от власт. Наследилият го Педро Арамбуру забранява дори споменаването на имената на Хуан и Ева Перон със закон. Из цяла Аржентина показването на перонистки мотиви е забранено. Отчасти заради тези и други мерки, перонистите в армията организират контрапреврат срещу Арамбуру през юни 1956 г. Разполагайки с разузнавателна мрежа, обаче, Арамбуру осуетява плана и екзекутира генерал Хуан Хосе Вале и още 26 конспиратори. Опитът за преврат само кара Арамбуру да предприеме още по-драстични мерки, премествайки трупа на Ева Перон от Буенос Айрес в скромен гроб в Милано, Италия. По това време Хуан Перон се намира в Каракас, Венецуела, подслонен от президента Маркос Перес Хименес и претърпява няколко опита за отвличане и убийство, наредени от Арамбуру.
Продължавайки да упражнява значително пряко влияние върху аржентинската политическа сцена, въпреки забраната на перонизма и Хустисиалистката партия, докато Аржентина се насочва към изборите през 1958 г., Перон нарежда на поддръжниците си да гласуват за центриста Артуро Фрондиси от Радикалната гражданска партия, тъй като опонетът му, Рикардо Балбин е отявлен антиперонист. На изборите през 1962 г. Перон подкрепя перонистката партия Народен съюз и когато кандидатът ѝ за началник на провинция Буенос Айрес, Андрес Фрамини, е избран, Фрондиси е принуден да подаде оставка от въоръжените сили. Тъй като Перон не може да си осигури сигурен нов съюз, той съветва поддръжниците си да пуснат празни гласове на изборите през 1963 г., като по този начин демонстрира прекия си контрол над една пета от електората.
Престоят на Перон във Венецуела е прекъснат, когато през 1958 г. генерал Перес Хименес е свален от власт. Премества с в Панама, където се среща с певицата Мария Естела Мартинес. Двамата се преселват в Мадрид, Испания, под покровителството на Франсиско Франко. През 1961 г. двамата сключват брак и са реабилитирани от католическата църква през 1963 г. След провален опит през декември 1964 г. да се завърне в Буенос Айрес, той изпраща жена си през 1965 г., за да се срещне с политически дисиденти и да продължи перонистката политика на конфронтация и изборни бойкоти. Диктаторът по това време, Хуан Карлос Онгания, води политика на репресии срещу исканията на профсъюзите, което ги сближава с изгнаника Перон. Наистина, по време на диктатурата на Онгания, Перон започва да ухажва крайната левица. Той подкрепя по-войнствените групировки и поддържа тесни връзки с Монтонерос – крайнолява католическа перонистка група. На 1 юни 1970 г. именно те отвличат и убиват бившия антиперонистки президент Педро Арамбуру в отговор на масовото клане от юни 1956 г. на перонитски бунтовници срещу хунтата. Освен това Перон поддържа добри отношения с Че Гевара, като двамата се виждат два пъти в Мадрид. По-късно той споделя в тесен кръг, че смята Гевара за незрял утопист, но се радва на това, че създава главоболия на американците. Едновременно с това, той поддържа връзки и с консерваторите и крайната десница. Той подкрепя лидера на консервативното крило на Радикалната гражданска партия и някогашен негов затворник Рикардо Балбин срещу вътрешнопартийните му съперници.
След като Онгания е заменен през юни 1970 г. от генерал Роберто Левингстон, е предложено многобройните аржентински политически партии да се заменят от 4 – 5. Този опит за неограничено управление срещу волята на различните политически партии обединява перонистите и опозицията им в съвместна декларация от 11 ноември 1970 г., наречена „Часът на народа“, която призовава за свободни и незабавните демократични избори за прекратяване на политическата криза. Това довежда до свалянето на Левингстон в полза на генерал Алехандро Агустин Ланусе през март 1971 г. Изправен срещу силна опозиция и социални конфликти, Ланусе обявява намерението си да възстанови конституционната демокрация до 1973 г. с помощта на перонистите.

## Трети мандат и смърт (1973 – 1974)
На 11 март 1973 г. са проведени избори, на които на Перон е забранено да участва, но от негово име за кандидат се явява Ектор Кампора, ляв перонист, който печели изборите и встъпва на служба на 25 май. На 20 юни 1973 г. Перон се завръща от Испания, слагайки край на 18-годишното си изгнание. В деня на завръщането му, тълпа от леви перонисти се събира на летище Есейса в Буенос Айрес, за да го приветства. Перон е придружаван от Кампора, който бързо дава амнистия на всички политически затворници и възстановява отношенията с Куба, помагайки на Фидел Кастро да заобиколи американското ембарго. Това, заедно със социалните му политики, му спечелва опозиция от страна на десните перонисти.
Скрити снайперисти откриват огън по тълпата на летището. Лявата Перонистка младежка организация и Монтонерос са хванати в капан. Поне 13 души са убити, а 365 са ранени в масовото клане на летището.
Кампора и вицепрезидентът Висенте Солано Лима подават оставка през юли 1973 г., проправяйки пътя към нови избори, този път с участието на Перон като кандидат от Хустисиалистката партия. Аржентина по това време е изправена срещу покачваща се политическа нестабилност, а в лицето на Перон мнозина виждат единствената надежда за просперитет и безопасност. Рикардо Балбин от Радикалния граждански съюз и Перон планират заедно съвместно правителство, но опозицията в двете партии го прави невъзможно. Освен опозиция от страна на перонистите, Балбин трябва да вземе предвид и опозицията в самия Радикален граждански съюз, предвождана от Раул Алфонсин, който олицетворява ляво-центриската ориентация на съюза. Перон получава 62% от гласовете, което го поставя отново на президентския пост. Встъпва в длъжност на третия си президентски мандат на 12 октомври 1973 г., като жена му Исабел е вицепрезидент.
Той поема управлението над икономика, която се е удвоила спрямо 1955 г. с малка задлъжнялост и малко чуждестранни инвестиции. Инфлацията е превърната в дневен ред и се влошава – цените на стоките вече са се повишили с 80% към май 1973 г. Новите икономически мерки успява да забавят инфлацията до 12%, а заплатите скачат с над 20% през първата година. Растежът на БВП се ускорява от 3% през 1972 г. до над 6% през 1974 г. Планът включва и изплащането на растящия външен дълг на страната, който по това време съставлява 8 млрд. долара, за 4 години.
Подобряващата се икономическа ситуация насърчава Перон да предприеме интервенционистки социални и икономически политики, подобни на тези от 1940-те години: национализиране на банки и различни индустрии, субсидиране на местните предприятия и консуматори, регулиране и облагане с данъци на селскостопанския сектор, поставяне на ограничения върху чуждестранните инвестиции и финансиране на редица социални програми. Въведени са и нови работнически права.
Петролната криза от 1973 година, обаче, отменя планираното намаляване на упорития бюджетен дефицит, съставляващ около 2 млрд. долара годишно (4% от БВП на страната). Третият мандат на Перон е белязан и от ескалирането на конфликта между левите и десните перонистки фракции. Вълнението е захранвано главно от призивите за репресии срещу левицата, както и негодуванието срещу фашиста Хосе Лопес Рега, който в качеството си на министър на социалното благоденствие на практика получава властта да контролира до 30% от федералния бюджет. Отклонявайки парични средства, той основава Антикомунистически аржентиснки алианс, отряд на смъртта, който взема под прицел не само крайната левица, но и умерената опозиция. Монтонерос се маргинализират в перонисткото движение и се взимат на присмех дори от самия Перон след клането на летище Есейса. В речта си към губернаторите от 2 август 1973 г., Перон открито критикува радикалната аржентинска младеж за липсата им на политическа зрялост.
Разривът между Перон и крайната левица става непримирим, когато на 25 септември 1973 г. е убит умерения консерватор и генерал секретар на Генералната конфедерация на труда Хосе Игнасио Ручи. Той е убит в засада от командоси пред дома си. Убийството му дълго време се приписва на Монтонерос, които по това време са добре известни с насилието си, но то остава неразрешено и до днес. Побеснелият Перон мобилизира Лопес Рега да започне репресии срещу левицата. Скоро след това Монтонерос влизат в нелегалност.
Влошаващото се здраве на Перон усложнява нещата. Той страда от уголемена простата и сърдечна болест. Жена му често се налага да поема ролята на действащ президент по време на мандата му. Според данни на ЦРУ, Перон често сменя състоянията си между трезвост и старческа деменция.
Перон се свързва отново със стария си приятел от 1950-те години – парагвайския диктатор Алфредо Стреснер, с когото подписват двустранен договор за построяването на голямата водноелектрическа централа Ясирета на река Парана. По-късно Перон се разболява от пневмония, а на 28 юни 1974 г. получава поредица от сърдечни удари. По това време Исабел Перон е на търговска мисия в Европа, но бързо се завръща в Аржентина, за да положи клетва като временен президент на 29 юни. След обещаващ ден за възстановяване в Оливос, Хуан Перон претърпява още един инфаркт и умира на 1 юли 1974 г. в 13:15 часа на 78-годишна възраст.
Трупът на Перон първо е пренесен с катафалка в Метрополната катедрала на Буенос Айрес за погребална литургия на следващия ден. След това, тялото му в пълна военна униформа е занесено в Двореца на Националния конгрес, където остава през следващите 46 часа, докато над 130 000 души минават да се сбогуват с президента. Погребалната му церемония е проведена сутринта на 4 юли. На нея присъстват около един милион души, а 2000 чуждестранни журналисти я отразяват. Много чуждестранни държавни глави изказват съболезнования на Аржентина за загубата.
Исабел Перон наследява съпруга си като президент, но се оказва неспособна да се справя с политическите и икономическите проблеми на страната, включително левите бунтовници и реакциите на крайнодесните. Вместо да послуша съвета на починалия си съпруг да се допитва до Балбин, тя дава широки правомощия на Лопес Рега, който започва мръсна война срещу политическите си опоненти. Исабел е свалена от власт на 24 март 1976 г. от военна хунта, оглавявана от генерал Хорхе Видела.